# Comunidad de bienes
La comunidad de bienes es un cuasicontrato en el cual una cosa, derecho o masa patrimonial pertenece a varias personas, ya sean físicas o jurídicas, denominadas «comuneros».
Se diferencia de la sociedad porque ella es un contrato, un acuerdo de voluntades, en cambio la comunidad es un cuasicontrato, es decir, las obligaciones que de ella emanan no se originan en un acuerdo de voluntades sino en la ley.

## Historia
El concepto de comunidad de bienes ya es manejado por las fuentes de la Edad Antigua, de manera que el Derecho moderno viene a suponer una evolución de tal figura. De esta manera, las dos vertientes de la comunidad de bienes que inspiran a la mayor parte de los ordenamientos jurídicos continentales proceden por un lado, del Derecho romano, y por otro del Derecho germánico. (ver también: Los comunes)
Las diferencias entre la comunidad romana (por cuotas) y la comunidad germánica (mano común) son inmensas, pues manifiestan dos idiosincrasias jurídicas muy distintas en cuanto a la concepción del individuo y del grupo.

### Comunidad romana
Siguiendo los principios individualistas de los que bebía el Derecho romano, la comunidad romana hacía prevalecer al individuo sobre la propia situación de comunidad, de manera que ésta quedaba configurada como una communio incidens, es decir, algo incidental y transitorio que quedaba supeditado a una situación primaria, que sería la plenamente individual.
Reconocía la existencia de cuotas, es decir, de porciones ideales de propiedad del bien o derecho común, sobre la base de las cuales, el individuo tendría un determinado poder sobre tal bien o derecho.
Por otro lado, el ordenamiento facilitaba la actio communi dividundo, acción por la que el comunero que deseara salir de la comunidad de bienes podía hacerlo, conservando, eso sí, el patrimonio correspondiente a su cuota de participación en la comunidad.
Las características fundamentales de la comunidad romana serían:
1. Cada uno de los copropietarios, aunque sea idealmente, tiene atribuida una cuota de participación en el derecho compartido que, en general, rige tanto para la contribución a los gastos cuanto para la formación de los acuerdos por mayoría.
2. Los copropietarios gozan de amplia libertad para adoptar los acuerdos que consideren convenientes respecto de la copropiedad pudiendo incluso provocar la extinción de dicha situación de cotitularidad mediante la división de la cosa común en el momento en que consideren conveniente.
3. Estructuralmente, pues, la copropiedad se concibe como una situación tendencialmente transitoria.
4. Respecto de la cuota de participación respectiva, cada uno de los copropietarios puede realizar, sin consentimiento de los restantes, los actos de disposición o enajenación que considere oportunos desligándose así en definitiva de la copropiedad.
5. Entre los copropietarios entre sí y en relación con la cosa común no existe más vínculo o ligazón que la titularidad compartida del derecho de propiedad.

Frente al esquema normativo referido, se dice, existen otras formas de organización de las situaciones de cotitularidad que han dado en identificarse con la llamada «comunidad germánica» (o en mano común o, directamente en alemán, Eigentum zur gesamten Hand); lo que evidentemente es cierto.
El legislador y, en la medida en que la autonomía privada se lo permita, los particulares son libres de configurar las situaciones de cotitularidad siguiendo pautas distintas a las establecidas en los art. 392 y siguientes.

### Comunidad germánica
Por su parte, la comunidad germánica presta mayor atención al colectivo que al individuo, como corresponde a los principios propios del Derecho germánico. Esto se manifiesta en la propia concepción de la comunidad germánica, que no es ya algo incidental, sino que se trata como una situación estática y permanente.
De esta manera, el concepto romano de cuotas desaparece y con ello esa proporción ideal de propiedad que se atribuía al individuo. Lo más semejante a tales cuotas son meros límites que se ponen al individuo para el disfrute del bien o derecho común sin llegar a ser una atribución real de propiedad. Cabe destacar que, frente a la concepción de la comunidad dividida en cuotas ideales, la comunidad germánica establece una comunidad de mano común.
Respecto a la capacidad otorgada al individuo para provocar la división del bien o derecho común, cabe destacar que, al contrario de lo que sucedía en la comunidad romana, en la comunidad germánica no existe una acción divisoria que se pueda ejercitar por la mera voluntad del individuo, algo que lógicamente es imposible si no existen unas cuotas sobre las que los condueños sean plenamente propietarios.
Las características presentes en la denominada «comunidad germánica» son, brevemente, las siguientes:
1. Inexistencia de cuotas y, por tanto, imposibilidad de ejercitar la división por parte de los comuneros.
2. Existencia de un vínculo personal entre los copropietarios, fundamentalmente de carácter familiar o de estirpe, que preexiste a la propia condición de copropietario y que, por tanto, es trascendente respecto de la situación de cotitularidad real, que ha de considerarse subordinada a aquel vínculo.
3. Consideración de la comunidad como una situación tendencialmente permanente y de gran estabilidad por estimarse que los bienes y derechos afectos a la situación de cotitularidad constituyen un mero sustrato patrimonial de funciones económicas atribuidas al grupo familiar o parental.
4. Imposibilidad, incluso conceptual, de que el copropietario, dada la inexistencia de cuota, pueda enajenar o transmitir su posición en la comunidad a un tercero ajeno a ella.

## Regulación por países

### España
La definición de la comunidad de bienes viene recogida en el ordenamiento español en el artículo 392 del Código Civil, que dice literalmente: «Hay comunidad cuando la propiedad de una cosa o de un derecho pertenece pro indiviso a varias personas».
De esta manera, el artículo 392 encabeza el título III del Libro Segundo del Código Civil, que trata de regular la figura jurídica, siendo además la regulación a seguir en caso de que no se especifique lo contrario, bien por contrato, o bien mediante disposiciones especiales. Sobre esta supletoriedad habla el propio 392, cuando en su segundo párrafo se afirma que «a falta de contratos, o de disposiciones especiales, se regirá la comunidad por las prescripciones de este título».
Cabe destacar que el Código Civil dibuja la figura jurídica tomando como referencia, fundamentalmente, a la comunidad romana. No obstante, existen supuestos en el ordenamiento español que encajan con el concepto de comunidad germánica, como pueden ser la comunidad matrimonial de bienes, los aprovechamientos comunales o la comunidad hereditaria.

### Chile
En Chile el cuasicontrato de comunidad se encuentra regulado en el Libro IV del Código Civil chileno, Título XXXIV, párrafo 3°, artículos 2304 a 2313.